# Димитър Зафировски
Димитър (Митко) Григоров Зафиров (на македонска литературна норма: Димитар (Митко) Зафировски) е български и югославски комунистически деец, приел идеите на македонизма, член на ВМРО (обединена).

## Биография
Роден е в Гевгели на 27 август 1908 година. По време на Балканските войни семейството му емигрира в България и се установява първоначално в Плевен, а между 1916 и 1924 година и във Варна. 
По-късно Зафиров емигрира в София и работи като електротехник. През 1932 година става член на БКП, а след това и на ЦК на БКП. Сътрудничи на списание „Роден край“ на Гевгелийското братство в София и също така сътрудничи на списание „Македонски вести“ под псевдонима Д. Г. Заров. В 1936 година издава вестник „Македонска земя“. Заедно с Антон Попов и Коста Веселинов редактират вестник „Гоце“ (1938 година). Член е на Македонския литературен кръжок. 
Деец е на Гевгелийското благотворително братство.
След навлизането на български войски в Македония се връща в Гевгели и през 1941 година става секретар на Местния комитет на комунистическата партия за Гевгели. Отделно е член на пленума на Покрайненския комитет на ЮКП за Македония. Влиза в отдел Агитационна пропаганда на Главния щаб на НОВ и ПОМ и ЦК на МКП. През 1943 година сътрудни на вестник „Народна борба“, а на следващата година и на списание „Илинденски път“.
След установяването на комунистическата власт в страната си променя името на Зафировски. Делегат е на Първото заседание на АСНОМ. В периода 1946 – 1947 е съветник и пръв секретар на югославското посолство в София, а от следващата година е пръв директор на Института за национална история. Между 1955 и 1972 година е директор на Народната и университетска библиотека на Македония „Свети Климент Охридски“.